# Comuna Miroslovești, Iași
Miroslovești (sau, în trecut, Miroslăvești) este o comună în județul Iași, Moldova, România, formată din satele Miroslovești (reședința), Mitești, Soci și Verșeni.

## Așezare
Comuna se află în extremitatea vestică a județului, la limita cu județul Neamț, pe malul stâng al râului Moldova. Este străbătută de șoseaua națională DN2, care leagă Romanul de Suceava. Din acest drum, la Miroslovești se ramifică șoseaua județeană DJ208L, care duce spre nord-est la Stolniceni-Prăjescu și Pașcani.

## Demografie
Componența etnică a comunei Miroslovești
     Români (87,24%)
     Romi (1,87%)
     Alte etnii (10,89%)
Componența confesională a comunei Miroslovești
     Ortodocși (86,79%)
     Penticostali (1,5%)
     Alte religii (0,54%)
     Necunoscută (11,18%)
Conform recensământului efectuat în 2021, populația comunei Miroslovești se ridică la 3.534 de locuitori, în scădere față de recensământul anterior din 2011, când fuseseră înregistrați 4.533 de locuitori. Majoritatea locuitorilor sunt români (87,24%), cu o minoritate de romi (1,87%). Din punct de vedere confesional, majoritatea locuitorilor sunt ortodocși (86,79%), cu o minoritate de penticostali (1,5%), iar pentru 11,18% nu se cunoaște apartenența confesională.

## Politică și administrație
Comuna Miroslovești este administrată de un primar și un consiliu local compus din 13 consilieri. Primarul, Constantin Cojocaru[*], de la Partidul Social Democrat, este în funcție din 2016. Începând cu alegerile locale din 2024, consiliul local are următoarea componență pe partide politice:
|  | Partid                          | Consilieri | Componența Consiliului | Componența Consiliului | Componența Consiliului | Componența Consiliului | Componența Consiliului | Componența Consiliului | Componența Consiliului | Componența Consiliului |
|  | ------------------------------- | ---------- | ---------------------- | ---------------------- | ---------------------- | ---------------------- | ---------------------- | ---------------------- | ---------------------- | ---------------------- |
|  | Partidul Social Democrat        | 8          |                        |                        |                        |                        |                        |                        |                        |                        |
|  | Partidul Național Liberal       | 3          |                        |                        |                        |                        |                        |                        |                        |                        |
|  | Partida Romilor „Pro Europa”    | 1          |                        |                        |                        |                        |                        |                        |                        |                        |
|  | Alianța pentru Unirea Românilor | 1          |                        |                        |                        |                        |                        |                        |                        |                        |

## Istorie
La sfârșitul secolului al XIX-lea, comuna făcea parte din plasa Siretul de Sus a județului Suceava și era formată din satele Miroslăvești-Năvrăpești, Soci, Ciohoreni, Verșeni și Mitești, având în total 4228 de locuitori. În comună funcționau patru biserici și două școli mixte cu 69 de elevi, iar principalul proprietar de terenuri era Gr. M. Sturdza. Anuarul Socec din 1925 consemnează comuna în plasa Pașcani a aceluiași județ, având 4500 de locuitori în aceleași sate (satul Miroslăvești-Năvrăpești numindu-se de acum Miroslăvești).
În 1950, comuna a fost transferată raionului Pașcani din regiunea Iași. În 1968, comuna a trecut la județul Iași. Componența actuală o are din 2004, când satul Ciohorăni s-a separat pentru a forma o comună de sine stătătoare.

## Monumente istorice

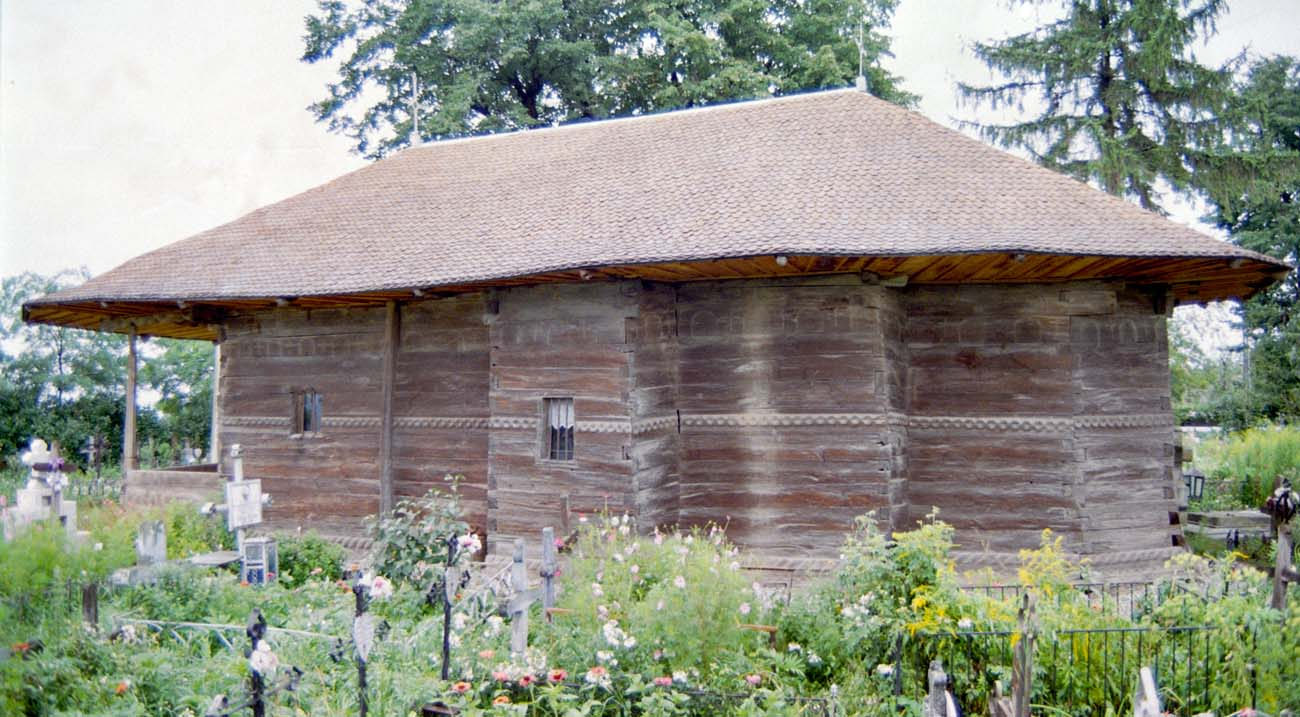
Biserica „Cuvioasa Paraschiva” din Miroslovești, monument istoric

Singurul obiectiv din comuna Miroslovești inclus în lista monumentelor istorice din județul Iași ca monument de interes local este biserica de lemn „Cuvioasa Paraschiva”, datând din 1756 și clasificată ca monument de arhitectură.

## Personalități născute aici
- Petre Gâștescu (n. 1931), geograf, fondatorul școlii românești de limnologie.